# Erigone antarctica
Erigone antarctica är en spindelart som beskrevs av Simon 1884. Erigone antarctica ingår i släktet Erigone och familjen täckvävarspindlar. Inga underarter finns listade i Catalogue of Life.